# Trung Thượng
Trung Thượng là một xã thuộc huyện Quan Sơn, tỉnh Thanh Hóa, Việt Nam.
Xã có diện tích 52,17 km², dân số năm 1999 là 2.894 người, mật độ dân số đạt 55 người/km².
1.  Vị trí địa lý
Trung Thượng là xã miền núi thuộc huyện Quan Sơn, tỉnh Thanh Hóa, cách thành phố Thanh Hóa khoảng 180 km về phía Tây Bắc theo Quốc Lộ 47 – Đường Hồ Chí Minh – Quốc Lộ 15A – Quốc lộ 217.
-        Phía Bắc giáp Bản Bất xã Nam Động huyện Quan Hóa
-        Phía Nam giáp bản Hạ xã Sơn Hà
-        Phía Tây giáp Thị trấn Quan Sơn
-        Phía Đông giáp Bản Chè xã Trung Tiến huyện Quan Sơn
Hệ thống giao thông qua địa bàn xã tương đối thuận lợi, tuyến đường liên xã. Mạng lưới giao thông liên thôn, xóm cơ bản được bê tông hóa nên đảm bảo tốt cho việc giao lưu đi lại, trao đổi hàng hóa và phát triển kinh tế - xã hội trên địa bàn xã với các vùng, miền xung quanh.
2.  Địa hình
Là xã vùng núi cao địa hình bị chia cắt mạnh bởi sông Lò, các suối lớn và những dãy núi cao: Gồm các dãy như Pu Cút, Cằng Lươm, Pu Khung giáp huyện Quan Hóa cao từ 915 – 1043 m, Pu Sài, Tén Chồng, Pa Pa xã Sơn Lư cao từ 667 – 1226 m. Hướng núi thấp dần từ Tây sang Đông, độ dốc trung bình từ 25o đến 35o, có nhiều nơi độ dốc trên 45o, đồng thời là nguyên nhân gây nên hiện tượng thiên tai khi mưa lớn kéo dài trong nhiều giờ, nhiều ngày với lượng mưa từ 100 mm trở lên.